# 趙庾
趙庾（1603年—1651年），字涣之，號雲中，南直隶蘇州府吳江縣人。明末官员。

## 生平
崇禎三年（1630年），趙庾舉庚午科應天鄉試。崇禎十六年（1643年）中式癸未科進士，兵部觀政，次人十二月授官福建甌寧縣知縣。隆武時，官行營禮部主事。明朝滅亡，趙庾遁入佛門，居於天台国清寺，號大庾和尚。

## 著作
有《国清大庾韬禅师语录》。《天啓崇禎兩朝遺詩·卷七》錄其詩三十四首。

## 家族
曾祖趙衿。祖父趙世華，庠生。父趙士謙，庠生。